# Mnesiclesina furcatus
Mnesiclesina furcatus är en insektsart som först beskrevs av Henri Saussure 1903.  Mnesiclesina furcatus ingår i släktet Mnesiclesina och familjen Chorotypidae. Inga underarter finns listade i Catalogue of Life.